# Петровский переулок (Москва)
Петро́вский переу́лок (в XVIII—XIX веках — Хле́бный переу́лок, Богосло́вский переу́лок, в 1946—1993 годах — у́лица Москвина́) — переулок в Центральном административном округе города Москвы. Проходит от Большой Дмитровки до Петровки. Нумерация домов ведётся от Дмитровки.

## Происхождение названия
Получил название в 1922 году по близлежащей улице Петровке или по находившемуся по соседству Высоко-Петровскому монастырю. Ранее носил названия: Хлебный переулок (XVIII век), Богословский переулок (XIX век), по известной в этой местности с начала XVII века по церкви Святителя Григория Богослова (снесена в 1931 году). В 1946 году переулок переименовали в улицу Москвина в честь артиста И. М. Москвина (1874—1946). В 1993 году переулку было возвращено прежнее название.

## Примечательные здания и сооружения

### По нечётной стороне
- № 1/30,  памятник архитектуры (утраченный) — по этому адресу, на месте сквера у дома № 1, находилась церковь Григория Богослова, что на Большой Дмитровке — здание 1-й четверти XVII века. В 1878—1880 годах при старой колокольне был выстроен новый храм (архитектор Иосиф Каминский). Закрыт в 1929 году, снесён в 1931-м[3].
  - № 1/30 стр. 1 — доходный дом церкви Григория Богослова (1914, архитектор Пётр Покровский).
  - № 1/30 стр. 2 — дом причта церкви Григория Богослова.
- № 3 — Театр Корша (1885, архитектор Михаил Чичагов), ныне — Государственный театр наций.
- № 5 — доходный дом Александра Бахрушина (1896, архитектор Александр Обер). Здесь в разные годы жили и работали поэты Сергей Есенин и Анатолий Мариенгоф, артисты Мария Бабанова и Дмитрий Орлов, пианист Константин Игумнов[4], актёр Александр Зражевский[5], театральный деятель Иван Зубцов[6].
- № 5, стр. 10 — В рамках гражданской инициативы «Последний адрес» на доме установлена мемориальная табличка в память о жильце этого дома враче Самуиле Аркадьевиче Тайце, скончавшемся в заключении на Колыме в годы сталинских репрессий[7]. По сведениям правозащитного общества «Мемориал», в годы террора были расстреляны 5 жильцов этого дома[8]. Число погибших в лагерях ГУЛАГа не установлено.

### По чётной стороне
- № 6 — Дом Трубецких. В XVII веке на этом месте были возведены каменные палаты, перестроенные в XVIII—XIX веках[1], возможно, принадлежавшие патриарху Адриану или семье Нарышкиных. С 1738 года участком владели князья Трубецкие, в 1816 году в качестве приданого его получил архитектор О. И. Бове[9]. Здесь располагались художественно-производственные мастерские Большого театра (выселены вследствие ремонта здания).
- № 8 — особняк Н. А. Терентьева (1900—1902, архитектор И. А. Иванов-Шиц). В 1930-х годах был надстроен двумя этажами, что исказило первоначальный художественный образ здания[10]).

## Переулок в произведениях литературы и искусства
- В книге «Москва и москвичи» Владимира Гиляровского